# Pasi Jaakonsaari
Pasi Jaakonsaari (ur. 27 marca 1959 w Riihimäki) – fiński piłkarz występujący na pozycji pomocnika.
W barwach Helsingin Jalkapalloklubi rozegrał łącznie 80 spotkań i zdobył 27 bramek w pierwszej lidze fińskiej. Wraz z HJK czterokrotnie zdobył mistrzostwo Finlandii (1981, 1985, 1990, 1992) oraz dwukrotnie Puchar Finlandii (1981, 1984). Z kolei jako zawodnik Geylang International FC wywalczył mistrzostwo Singapuru w 1989.
W reprezentacji Finlandii zadebiutował 30 listopada 1980 w przegranym 0:3 towarzyskim meczu z Boliwią, a 4 grudnia 1980 w zremisowanym 2:2 towarzyskim pojedynku z tym samym rywalem zdobył swoją pierwszą bramkę w kadrze. W latach 1980–1982 w drużynie narodowej rozegrał 11 spotkań i strzelił cztery gole.